# Australian Silky Terrier

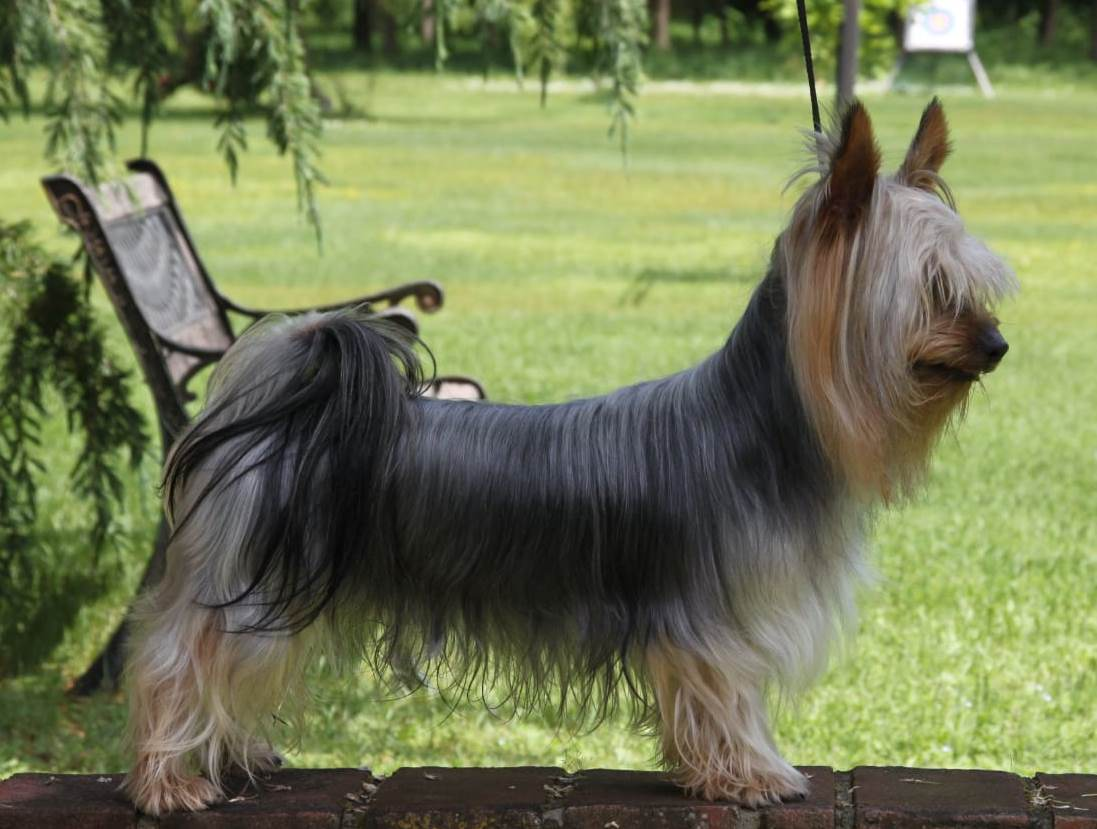
Esemplare di Australian Silky Terrier

L’Australian Silky Terrier (o semplicemente Silky Terrier a seconda dei differenti Registri delle razze) è una razza di cane del Tipo Terrier. La razza fu sviluppata in Australia, sebbene le sue razze ancestrali provenissero dalla Gran Bretagna. È strettamente imparentato con l’Australian Terrier e lo Yorkshire Terrier, dal quale origina. 
La razza è chiamata Silky Terrier in Nord America, ma è nota come Australian Silky Terrier nella sua nazione di origine e nel resto del mondo.

## Storia
Gli antenati dell’Australian Silky Terrier includono lo Yorkshire Terrier e l’Australian Terrier (che discende dai tipi di terriers a pelo ruvido portati dalla Gran Bretagna all’Australia nei primi anni del XIX secolo); pochi resoconti indicano se i primi cani fossero solo Australian Terriers nati con un mantello setoso, o se si cercasse di creare una vera e propria nuova razza. Secondo l’American Kennel Club, la razza nacque solo verso la fine del XIX secolo. Inizialmente la razza era conosciuta come Sydney Silky, in quanto si diffuse dapprima nella città di Sydney, Australia. Sebbene molte altre razze australiane fossero razze di cani da lavoro, il Silky Terrier fu allevato principalmente per essere un animale domestico urbano e da compagnia, nonostante in Australia fosse noto anche in quanto capace di uccidere serpenti e piccoli mammiferi infestanti come i topi. 
Fino al 1929 l’Australian Terrier, l’Australian Silky Terrier e lo Yorkshire Terrier non erano ben distinti. Cani delle tre differenti razze potevano nascere nella stessa cucciolata, per essere poi separati nei differenti tipi una volta cresciuti, tramite una differenziazione nell'aspetto degli esemplari. Dopo il 1932 in Australia ulteriori incroci furono scoraggiati e, a partire dal 1955, il nome della razza divenne ufficialmente Australian Silky Terrier. La razza fu riconosciuta dall’Australian National Kennel Council nel 1958 e classificata nel Gruppo Toy.
Durante e dopo la Seconda Guerra Mondiale i militari americani che erano di stanza in Australia portarono indietro negli Stati Uniti alcuni Silky Terriers: le fotografie della razza sui giornali causarono nel 1954 uno slancio di popolarità e centinaia di Silkies vennero importati dall’Australia negli Stati Uniti. L’American Kennel Club riconobbe la razza come Silky Terrier nel 1959; così fece anche lo United Kennel Club (US) nel 1965; venne in seguito riconosciuto come Silky Terrier anche dal Canadian Kennel Club. 
La razza è ad oggi riconosciuta da tutti i maggiori Kennel Club del mondo anglofono ed occidentale, come anche internazionalmente dalla Fédération Cynologique Internationale come razza numero 236. 

## Aspetto
L’Australian Silky Terrier è un piccolo e compatto terrier dalle zampe corte, alto tra i 23 e i 26 cm al garrese. Il mantello lungo, setoso, grigio-bianco o blu tan è un tratto identificativo; scorre liscio e disteso scendendo dal dorso, e per standard di razza appare piatto, fine e lucido. Sono desiderabili, proporzionalmente per testa e corpo, ombreggiature di grigio e bianco, come descritto dai canoni della razza.
Il Silky Terrier dovrebbe essere leggermente più lungo che alto (circa un quinto più lungo dell’altezza al garrese). Questo è un cane che fu storicamente usato per cacciare e uccidere roditori e serpenti, quindi il suo corpo avrebbe dovuto essere abbastanza robusto da adempiere a questo compito. Il pelo richiede di essere regolarmente mantenuto per preservarne la setosità.
Il Silky Terrier ha una testa robusta e cuneiforme. Gli occhi sono piccoli e quasi a mandorla: secondo lo standard, occhi chiari sono considerati come un errore. Le orecchie appaiono piccole e tenute erette, mentre la coda è corta e rivolta in alto.

## Carattere
Lo standard della razza descrive l’ideale temperamento dell’Australian Silky Terrier come attento e attivo. I Silky Terriers sono curiosi, affettuosi e soprattutto dinamici; questi cani amano avere la possibilità di correre e giocare, ma nonostante ciò il Silky può vivere bene anche in appartamento, pur senza rinunciare alla propria natura vivace. Sono animali che amano volentieri la compagnia e richiedono una costante attenzione da parte dei proprietari per evitare di annoiarsi.